# Pristiphora monogyniae
Pristiphora monogyniae är en stekelart som först beskrevs av Hartig 1840.  Pristiphora monogyniae ingår i släktet Pristiphora, och familjen bladsteklar. Arten är reproducerande i Sverige.